# زبان‌های ولتا–کنگو
زبان‌های ولتا-کنگو (انگلیسی: Volta–Congo languages) شاخه بزرگ فرضی از زبان‌های نیجر-کنگو است و در غرب آفریقا تکلم می‌شود.